# 宗谷本線
宗谷本線（日语：／ Sōya honsen */?）是日本北海道旅客鐵道（JR北海道）的鐵路線（地方交通線），從北海道旭川市的旭川站出發，途經名寄市的名寄站連接稚內市的稚內站。

## 概要
若不包括北方領土，此線是日本最北之地的鐵路，也是日本最長的地方交通線。全線幾乎與國道40號平行，士別市起幌延町的走向是沿天鹽川的右岸行走。此線在山間部分與無人地帶行走的路段較多，時有發生與野生動物的碰撞事故。另外，名寄站－稚內站間是地質脆弱的地方，頻繁發生集中豪雨而引致災害的事件。

## 路線資料
- 管轄（事業類別）、路段（營業距離）
  - 北海道旅客鐵道（JR北海道、第一種鐵道事業者）
    - 旭川站－幌延站－稚內站間 259.4公里

  - 日本貨物鐵道（JR貨物、第二種鐵道事業者）
    - 旭川站－名寄站間（76.2公里）[注釋 2]
- 站數：54（包括起終點站）[注釋 3]
  - 一般站：2個
  - 旅客站：36個
  - 貨物站：1個（北旭川站）
  - 信號場：1個
- 軌距：1,067毫米（窄軌）
- 複線路段：
  - 旭川站－北旭川站間 6.6公里
- 電氣化路段：
  - 旭川站－北旭川站間 6.6公里：交流電20,000 V、50 Hz[注釋 4]
  - 北旭川站－稚內站間：非電氣化（日语：非電化）
- 閉塞方式
  - 旭川站－北旭川站間：自動閉塞式（CTC、PRC（日语：自動進路制御装置）附帶）
  - 北旭川站－永山站間：自動閉塞式（特殊）（CTC、PRC附帶）
  - 永山站－南稚內站間：特殊自動閉塞式（電子符號照查式）
  - 南稚內站－稚內站間：特殊自動閉塞式（軌道回路檢知式）
- 保安裝置：
  - ATS-DN …旭川站－名寄站間[報道 5]
  - ATS-SN …全線（包括ATS-DN併用路段）
- 運轉指令所：
  - 旭川站－永山站間：札幌指令中心
  - 永山站－南稚內站間：名寄運行管理中心（旭川指令中心）
  - 南稚內站－稚内站間：旭川指令中心
    - 運轉處理站（控制車站信號、管理運行）：永山站、名寄站、南稚內站
- 可進行交會車站參見車站列表。
- 最高速度（截至2014年3月15日）：
  - 120公里/小時（旭川站－名寄站間）[報道 5]
  - 95公里/小時（名寄站－稚內站間）

全線由JR北海道旭川支社管轄。

## 歷史
宗谷本線最初由北海道官設鐵道建造，1898年開通旭川 - 永山，稱為天鹽線，1903年延長至名寄，1905年之後國有化。1911年延伸至恩根內站，1912年延伸至音威子府站改稱宗谷線，1919年改稱宗谷本線 (初代)，但1921年又改回宗谷線。
1922年經濱頓別站到稚內的路線開通，並改名宗谷本線 (2代)，該路線即日後天北線。今日的宗谷本線則是經過幌延站的路線，最初於1922年開通音威子府 - 譽平，稱為天鹽線 (2代)，隔年延伸至問寒別站。1924年兜沼 - 稚內開通，稱為天鹽北線，原天鹽線改稱天鹽南線。1925年天鹽南線延伸幌延站，1926年天鹽北線也延伸至幌延，兩線合稱天鹽線 (3代)。
1930年天鹽線併入宗谷本線，原宗谷本線經濱頓別站的路線改稱北見線，即日後天北線。作為往樺太（庫頁島）的聯絡鐵路，在稚內設有往大泊（科爾薩科夫）的鐵路渡輪（稚泊航路），運作到太平洋戰爭結束前。同時也替代了流經沿線的天鹽川的水運功能，與各支線共同輸送道北各地產出的木材與石炭等的礦物、水產物，是重要的貨物輸送路線。
日本戰敗後，喪失了庫頁島南半部的主權，失去與庫頁島聯絡的需求，因而於1955年（昭和30年）就將多數的普通列車改為柴油動車組，作為道北的主要幹線自1958年（昭和33年）10月1日以後，宗谷本線一直都有優等列車繼續運行。
1987年JR北海道接管本線，1995年（平成7年）9月4日，天北線、深名線等接續的支線全部廢線，成為稚內至今唯一的鐵路。2000年（平成12年）3月11日，旭川站－名寄站間由北海道高速鐵道開發進行的高速化改善工程完工，開始有定期特急列車運行。
2018年JR北海道表示宗谷本線全線為難以單獨維持路線，其中旭川 - 名寄涉及北海道高速鐵道開發保有高速化設備，需與該公司協商，名寄 - 稚内則於2021年協議決定廢除12個車站，17個車站移交當地自治體維持營運。

### 宗谷本線（宗谷線、初代天鹽線）
- 1898年（明治31年）
  - 8月12日 - 北海道官設鐵道天鹽線旭川至永山路段開始營運。開設永山站。
  - 11月25日 - 天鹽線延伸至蘭留。開設比布站、蘭留站。
- 1899年（明治32年）11月15日 - 天鹽線延伸至和寒。開設和寒站。
- 1900年（明治33年）8月5日 - 天鹽線延伸至士別。開設劍淵站、士別站。
- 1903年（明治36年）9月3日 - 天鹽線延伸至名寄。開設多寄站、風連站、名寄站。
- 1905年（明治38年）4月1日 - 天鹽線由國家接管。
- 1909年（明治42年）10月12日 - 按國有鐵路制定，旭川至名寄路段正式定名為天鹽線。
- 1911年（明治44年）11月3日 - 天鹽線延伸至恩根內。開設智惠文站、美深站、紋穗內站、恩根內站。
- 1912年（大正元年）
  - 9月21日 - 天鹽線（旭川至恩根內）改稱為宗谷線。
  - 11月5日 - 宗谷線延伸至音威子府。開設咲來站、音威子府站。
- 1914年（大正3年）11月7日 - 宗谷線延伸至小頓別。開設上音子府站、小頓別站。
- 1916年（大正5年）
  - 9月5日 - 開設位於蘭留站、和寒站之間的鹽狩號誌站。
  - 10月1日 - 宗谷線延伸至中頓別。開設上頓別站、敏音知站、松音知站、中頓別站。
- 1918年（大正7年）8月25日 - 宗谷線延伸至濱頓別。開設下頓別站、濱頓別站。
- 1919年（大正8年）
  - 10月20日 - 宗谷線的旭川至濱頓別路段改稱為宗谷本線。
  - 11月1日 - 宗谷本線延伸至淺茅野。開設山輕站，淺茅野站。
- 1920年（大正9年）11月1日 - 宗谷本線延伸鬼志別。開設猿払站、蘆野站、鬼志別站。
- 1921年（大正10年）10月5日 - 宗谷本線的旭川至鬼志別路段再改稱為宗谷線。
- 1922年（大正11年）
  - 11月1日 - 宗谷本線延伸至稚內。開設小石站、曲淵站、沼川站、樺岡站、幕別站（後來的惠北站）、聲問站、稚內站（初代）。
  - 11月4日 - 宗谷線的旭川至稚內（初代）路段再改稱為宗谷本線。開設位於旭川站、永山站之間的新旭川站。
- 1923年（大正12年）5月1日 - 開設稚內站（初代）至大泊港站的稚泊航路。
- 1924年（大正13年）
  - 6月1日 - 開設名寄站、智惠文站之間的智東站。旭川至名寄路段開始行駛優等列車：函館站至稚內站（初代）之間的急行1、2列車的急行區間，從函館站至瀧川站之間延長為函館站至名寄站之間[7]；名寄站至浜頓別站至稚內站（第一代）之間繼續以普通列車運行。
  - 11月25日 - 鹽狩號誌站升格為鹽狩站。
- 1926年（大正15年）9月25日 - 因天鹽線幌延與兜沼之間通車，天鹽線（第三代）全線通車[8][6]，原行經浜頓別的急行1、2列車改為經由幌延。
- 1927年（昭和2年）9月1日 - 鹽狩站開始貨物處理服務。
- 1928年（昭和3年）9月10日 - 急行列車開始全年行駛。

### 2代天鹽線
- 1922年（大正11年）11月8日 - 天鹽線音威子府至譽平路段開始營運。開設筬島站、神路站、佐久站、譽平站。
- 1923年（大正12年）11月10日 - 天鹽線延伸至問寒別。開設宇戶內站、問寒別站。
- 1924年（大正13年）6月25日 - 天鹽北線兜沼至稚內開始營運。開設兜沼站、勇知站、拔海站。同時天鹽線改稱為天鹽南線。
- 1925年（大正14年）7月20日 - 天鹽南線延伸至幌延。開設雄信內站、安牛站、上幌延站、幌延站。
- 1926年（大正15年）9月25日 - 幌延站與兜沼站區間通車，音威子府站經幌延站至稚內站（初代）的路線全線貫通，開設下沼站、豐富站、德滿站、蘆川站。天鹽南線與天鹽北線合併為天鹽線，函館站至稚內站（初代）之間的急行1、2列車改行經天鹽線，全區間夏季有急行列車行駛。
- 1928年（昭和3年）
  - 9月10日 - 急行列車開始全年行駛。
  - 12月25日 - 天鹽線延伸至稚內港。開設稚內港站。

### 兩線合併後
- 1930年（昭和5年）4月1日 - 天鹽線與宗谷本線合併。旭川站至稚內港站（途經幌延站）成為新的宗谷本線，而音威子府站至稚內站（初代），途經濱頓別站）則分離並改稱為北見線（後來的天北線）。
- 1938年（昭和13年）10月1日 - 開設稚內棧橋站。
- 1939年（昭和14年）2月1日 -稚內站（初代）改稱為南稚內站，而稚內港站則改稱為稚內站（2代）。
- 1945年（昭和20年）8月25日 - 由於稚泊航路停運，稚內棧橋站停止運作。
- 1946年（昭和21年）10月10日 - 恩根內站與咲來站之間開設豐清水臨時站，並開始營運。
- 1947年（昭和22年）12月 - 永山站與比布站之間開設北永山臨時站，並開始營運。
- 1948年（昭和23年）6月 - 美深站與紋穗內站之間開設初野臨時站，並開始營運。
- 1949年（昭和24年）6月1日 - 由日本國有鐵道接管。
- 1950年（昭和25年）1月15日 - 豐清水臨時站升格為豐清水站。
- 1951年（昭和26年）7月20日 - 譽平站改稱為天鹽中川站，宇戶內站改稱為歌內站。
- 1952年（昭和27年）11月6日 - 南稚內站、稚內站進行搬遷並更改營運距離。
- 1955年（昭和30年）
  - 12月1日 - 名寄站與智惠文站之間開設日進臨時站。
  - 12月2日 - 分別開設以下臨時站：西永山（新旭川至永山）、南比布（北永山至比布）、北比布（比布至蘭留）、下士別（士別至多寄）、琴平（佐久至天鹽中川）、下中川（天鹽中川至歌內）、糠南（問寒別至雄信內）。
- 1956年（昭和31年）
  - 1月 - 和寒站與劍淵站之間開設東六線臨時站。
  - 5月1日 - 糠南臨時站與雄信內站之間開設上雄信內臨時站。
  - 7月1日 - 智惠文站與美深站之間開設南美深臨時站，豐清水站與咲來站之間開設南咲來臨時站。
  - 9月1日 - 多寄站與風連站之間開設瑞穗臨時站。
  - 9月20日 - 風連站與名寄站之間開設東風連站。
- 1957年（昭和32年）2月1日 - 旭川站與新旭川站之間開設旭川四条臨時站，幌延站與下沼站之間開設南下沼臨時站。
- 1958年（昭和33年）10月1日 - 札幌站與稚內站之間開設準急列車「利尻」。
- 1959年（昭和34年）11月1日 - 分別開設以下車站：北劍淵臨時站（劍淵至士別）、北星站（智東至智惠文）、智北臨時站（智惠文至南美深）、南幌延站（安牛至上幌延）。同時西永山、北永山、南比布、北比布、東六線、下士別、日進、南美深、初野、下中川升格為車站。
- 1960年（昭和35年）7月1日 - 札幌站與稚內站之間開設準急列車「宗谷」。
- 1961年（昭和36年）10月1日 - 函館站與稚內站的準急列車「宗谷」升格為特急。
- 1965年（昭和40年）7月15日 - 為了避開經常雪崩的地區，興建下平隧道並同時更改雄信內站與上雄信內站之間的路線。
- 1967年（昭和42年）11月1日 - 西永山站廢站。
- 1968年（昭和43年）10月1日 - 新旭川站與永山站之間開設北旭川站（貨物車站）。
- 1973年（昭和48年）9月29日 - 旭川站與新旭川站之間的路軌複線化及高架化。旭川四条臨時站升格為旭川四条站。
- 1977年（昭和52年）5月25日 - 神路站降格為神路號誌站。
- 1981年（昭和56年）7月 - 南咲來臨時站改稱為天鹽川溫泉臨時站。
- 1983年（昭和58年）1月10日 - 旭川站至永山站之間導入列車自動控制系統。
- 1985年（昭和60年）3月14日 - 神路號誌站廢站。

### 民營化後
- 1987年4月1日：隨著國鐵分割民營化，全線由北海道旅客鐵道（JR北海道）接管營運。智東站降格為智東臨時站。北劍淵、瑞穗、智北、天鹽川溫泉、琴平、糠南、上雄信內，南下沼由臨時車站升格為一般車站。
- 1990年9月1日：琴平站廢站。
- 1991年11月1日：智北站向智惠文站方向搬遷約100米，更改營業距離。
- 1992年10月1日：旭川站至名寄站路段的普通及快速列車一人控制化。
- 1993年3月18日：名寄迴至稚內站路段普通列車一人控制化。
- 1998年2月25日：旭川站至永山站路段導入自動進路制御裝置（PRC）。
- 1999年7月：名寄站向旭川方向搬遷約20米，不更改營業距離。
- 2000年3月11日：旭川站至名寄站路段完成高速化工程，行駛速度提升至130公里每小時。特急列車「超級宗谷」、「佐呂別」、「利尻」開始行駛。
- 2001年7月1日：下中川站、上雄信內站、蘆川站廢站。
- 2002年11月4日：新旭川站至北旭川站路段複線化。
- 2003年5月10日：旭川站至北旭川站路段電氣化。
- 2006年3月18日：智東站、南下沼站廢站。
- 2010年10月10日：旭川站高架化。
- 2014年3月15日：由於「超級宗谷」減速，旭川站至名寄站路段的最高速度改為120公里每小時。
- 2016年：

- 3月26日：名寄站至稚內站路段的普通列車班次減少。
- 9月6日：由於熱帶風暴瑪瑙的降雨影響，拔海站至南稚內站之間的路盤受損，音威子府站至稚內站路段全線不通，特急列車停止行駛該路段。
- 9月9日：「超級宗谷」恢復行駛札幌站至幌延站路段。幌延站至稚內站則由臨時巴士連接。音威子府站至稚內站的普通列車則維持停駛。
- 9月13日：當日下午全線恢復行駛。
- 11月18日：JR北海道因經營狀況嚴峻，宣佈了10條路線、13個路段為「單獨經營困難區間」，尋求地方政府接手經營或廢線改為巴士行駛。其中宗谷本線的名寄至稚內路段因輸送密度未達2000人次，被名列其中。

- 2017年3月4日：修改行車時間表。行駛札幌站至稚內站的「超級宗谷」由每天來回2班降至來回1班並改稱為「宗谷」。而「佐呂別」則改由旭川為起點站，終點站維持為稚內站，每天來回2班。而札幌站至旭川站則由新設的特急「紫丁香」負責，每天來回2班。
- 2021年3月13日：隨時間表改正，廢除以下12個車站：南比布站、北比布站、東六線站、北劍淵站、下士別站、北星站、南美深站、紋穂内站、豐清水站、安牛站、上幌延站、德滿站[9][10]
- 2022年3月12日：東風連站將會向名寄方向遷移約1.6公里，並將改稱為「名寄高校站」[11][12]，另外歌內站廢站[13]。
- 2024年3月16日：初野站和恩根内站廢站。
- 2025年3月15日：雄信內站、南幌延站、拔海站廢站[14]。
  - 4月8日：一列從音威子府出發前往稚內的普通列車在天鹽中川站 - 問寒別站之間發生脫軌事故。現場附近發現長達46公尺的路線土方崩塌[15]。音威子府站 - 稚內站之間所有列車暫停運行，且暫停運行旭川站 - 稚內站之間的特急列車，以巴士替代行駛[16]。
  - 4月26日：脱轨事故后恢复运营，但从稚内站出发的首班本地列车停运[17]。

## 車站列表
- 站名 … （貨）：貨物專用站，◇、■：貨物處理站（貨物專用站除外。◇沒有定期貨物列車的發着，■是線外貨運站）
- 停靠站
  - 普通…●的車站所有列車停靠，◆的車站上下行一部分列車停靠，▲的車站有一部分上行列車停靠，｜的車站所有列車通過
  - 特急「宗谷」「Sarobetsu」…參見「宗谷號列車」
- 軌道 … ∥：複線路段，∨：此起往下為單線，◇、｜：單線路段（◇可進行列車交會）
- 所有車站都位於北海道內

| 電氣化／ 非電氣化 | 車站編號 | 中文站名     | 日文站名 | 英文站名 | 站間營業距離 | 累計營業距離 | 普通 | 快速「名寄」 | 接續路線                           | 軌道 | 所在地   | 所在地 | 所在地     |
| ----------------- | -------- | ------------ | -------- | -------- | ------------ | ------------ | ---- | ------------ | ---------------------------------- | ---- | -------- | ------ | ---------- |
| 交流電            | A28      | 旭川         |          |          | -            | 0.0          | ●    | ●            | 北海道旅客鐵道：函館本線、富良野線 | ∥    | 上川管內 | 旭川市 | 旭川市     |
| 交流電            | A29      | 旭川四條     |          |          | 1.8          | 1.8          | ●    | ◆            |                                    | ∥    | 上川管內 | 旭川市 | 旭川市     |
| 交流電            | A30      | 新旭川◇      |          |          | 1.9          | 3.7          | ●    | ｜           | 北海道旅客鐵道：石北本線           | ∥    | 上川管內 | 旭川市 | 旭川市     |
| 交流電            |          | （貨）北旭川 |          |          | 2.9          | 6.6          | ｜   | ｜           |                                    | ∨    | 上川管內 | 旭川市 | 旭川市     |
| 非電氣化          | W31      | 永山         |          |          | 2.7          | 9.3          | ●    | ●            |                                    | ◇    | 上川管內 | 旭川市 | 旭川市     |
| 非電氣化          | W32      | 北永山       |          |          | 2.1          | 11.4         | ▲    | ｜           |                                    | ｜   | 上川管內 | 旭川市 | 旭川市     |
| 非電氣化          | W34      | 比布         |          |          | 5.7          | 17.1         | ●    | ●            |                                    | ◇    | 上川管內 | 上川郡 | 比布町     |
| 非電氣化          | W36      | 蘭留         |          |          | 5.7          | 22.8         | ●    | ◆            |                                    | ◇    | 上川管內 | 上川郡 | 比布町     |
| 非電氣化          | W37      | 鹽狩         |          |          | 5.6          | 28.4         | ●    | ◆            |                                    | ◇    | 上川管內 | 上川郡 | 和寒町     |
| 非電氣化          | W38      | 和寒         |          |          | 7.9          | 36.3         | ●    | ●            |                                    | ◇    | 上川管內 | 上川郡 | 和寒町     |
| 非電氣化          | W40      | 劍淵         |          |          | 8.9          | 45.2         | ●    | ●            |                                    | ◇    | 上川管內 | 上川郡 | 劍淵町     |
| 非電氣化          | W42      | 士別         |          |          | 8.7          | 53.9         | ●    | ●            |                                    | ◇    | 上川管內 | 士別市 | 士別市     |
| 非電氣化          | W44      | 多寄         |          |          | 7.8          | 61.7         | ●    | ▲            |                                    | ｜   | 上川管內 | 士別市 | 士別市     |
| 非電氣化          | W45      | 瑞穗         |          |          | 2.8          | 64.5         | ▲    | ｜           |                                    | ｜   | 上川管內 | 士別市 | 士別市     |
| 非電氣化          | W46      | 風連         |          |          | 3.6          | 68.1         | ●    | ●            |                                    | ◇    | 上川管內 | 名寄市 | 名寄市     |
| 非電氣化          | W47      | 名寄高校     |          |          | 6.0          | 74.1         | ●    | ●            |                                    | ｜   | 上川管內 | 名寄市 | 名寄市     |
| 非電氣化          | W48      | 名寄■        |          |          | 2.1          | 76.2         | ●    | ●            |                                    | ◇    | 上川管內 | 名寄市 | 名寄市     |
| 非電氣化          | W49      | 日進         |          |          | 4.0          | 80.2         | ●    |              |                                    | ｜   | 上川管內 | 名寄市 | 名寄市     |
| 非電氣化          | W51      | 智惠文       |          |          | 11.0         | 91.2         | ●    |              |                                    | ｜   | 上川管內 | 名寄市 | 名寄市     |
| 非電氣化          | W52      | 智北         |          |          | 2.1          | 93.3         | ▲    |              |                                    | ｜   | 上川管內 | 名寄市 | 名寄市     |
| 非電氣化          | W54      | 美深         |          |          | 5.0          | 98.3         | ●    |              |                                    | ◇    | 上川管內 | 中川郡 | 美深町     |
| 非電氣化          |          | 豐清水信號場 |          | /        | -            | 117.9        | ｜   |              |                                    | ◇    | 上川管內 | 中川郡 | 美深町     |
| 非電氣化          | W59      | 天鹽川溫泉   |          |          | 23.2         | 121.5        | ▲    |              |                                    | ｜   | 上川管內 | 中川郡 | 音威子府村 |
| 非電氣化          | W60      | 咲來         |          |          | 3.2          | 124.7        | ●    |              |                                    | ｜   | 上川管內 | 中川郡 | 音威子府村 |
| 非電氣化          | W61      | 音威子府     |          |          | 4.6          | 129.3        | ●    |              |                                    | ◇    | 上川管內 | 中川郡 | 音威子府村 |
| 非電氣化          | W62      | 筬島         |          |          | 6.3          | 135.6        | ●    |              |                                    | ｜   | 上川管內 | 中川郡 | 音威子府村 |
| 非電氣化          | W63      | 佐久         |          |          | 18.0         | 153.6        | ●    |              |                                    | ◇    | 上川管內 | 中川郡 | 中川町     |
| 非電氣化          | W64      | 天鹽中川     |          |          | 8.3          | 161.9        | ●    |              |                                    | ◇    | 上川管內 | 中川郡 | 中川町     |
| 非電氣化          | W66      | 問寒別       |          |          | 13.9         | 175.8        | ●    |              |                                    | ｜   | 宗谷管內 | 天鹽郡 | 幌延町     |
| 非電氣化          | W67      | 糠南         |          |          | 2.2          | 178.0        | ●    |              |                                    | ｜   | 宗谷管內 | 天鹽郡 | 幌延町     |
| 非電氣化          |          | 雄信內信號場 |          |          | -            | 183.7        | ｜   |              |                                    | ◇    | 宗谷管內 | 天鹽郡 | 幌延町     |
| 非電氣化          | W72      | 幌延         |          |          | 21.4         | 199.4        | ●    |              |                                    | ◇    | 宗谷管內 | 天鹽郡 | 幌延町     |
| 非電氣化          | W73      | 下沼         |          |          | 7.8          | 207.2        | ●    |              |                                    | ｜   | 宗谷管內 | 天鹽郡 | 幌延町     |
| 非電氣化          | W74      | 豐富         |          |          | 8.7          | 215.9        | ●    |              |                                    | ◇    | 宗谷管內 | 天鹽郡 | 豐富町     |
| 非電氣化          | W76      | 兜沼         |          |          | 15.0         | 230.9        | ●    |              |                                    | ◇    | 宗谷管內 | 天鹽郡 | 豐富町     |
| 非電氣化          | W77      | 勇知         |          |          | 5.8          | 236.7        | ●    |              |                                    | ｜   | 宗谷管內 | 稚內市 | 稚內市     |
| 非電氣化          | W79      | 南稚內       |          |          | 20.0         | 256.7        | ●    |              |                                    | ◇    | 宗谷管內 | 稚內市 | 稚內市     |
| 非電氣化          | W80      | 稚內         |          |          | 2.7          | 259.4        | ●    |              |                                    | ｜   | 宗谷管內 | 稚內市 | 稚內市     |

1. ↑  1957年2月1日－1973年9月28日是臨時乘降場。
2. 1 2 3 4 5 6  1955年12月2日－1959年10月31日是臨時乘降場。
3. ↑  1947年12月－1959年10月31日是臨時乘降場。
4. ↑  1916年9月5日－1924年11月24日是信號場。
5. ↑  1956年1月－1959年10月31日是臨時乘降場。
6. 1 2 3  1959年11月1日－1987年3月31日－臨時乘降場。
7. ↑  1956年9月1日－1987年3月31日是臨時乘降場。
8. ↑  1924年6月1日－1987年3月31日是常設站。
9. ↑  1956年7月1日－1959年10月31日是臨時乘降場。
10. ↑  1948年6月－1959年10月31日是臨時乘降場。
11. ↑  1946年10月10日－1950年1月14日是臨時乘降場。
12. ↑  1956年7月1日－1987年3月31日是臨時乘降場。
13. ↑  1922年11月8日－1977年5月24日是常設站。
1977年5月25日－1985年3月13日以臨時乘降場繼續上下客。
14. 1 2  1955年12月2日－1987年3月31日是臨時乘降場。
15. ↑  1956年5月1日－1987年3月31日是臨時乘降場。
16. ↑  1957年2月1日－1987年3月31日是臨時乘降場。
17. ↑  石北本線的旅客列車全部直通至旭川站。

- 北永山－比布間途經上川郡[注釋 5]當麻町，但該町內不存在宗谷本線的車站。

### 廢站、信號場
括弧內是旭川站起計的營業距離。（臨）表示臨時車站。
- 西永山站：1967年11月1日廢除[18]。北旭川站－永山站間（7.2公里）
- 南比布站（原W33）：2021年3月13日廢站。北永山站－比布站間（14.7公里）
- 北比布站（原W35）：2021年3月13日廢站。比布站 - 蘭留站間（20.2公里）
- 東六線站（原W39）：2021年3月13日廢站。和寒站 - 劍淵站間（41.4公里）
- 北劍淵站（原W41）：2021年3月13日廢站。劍淵站 - 士別站間（50.2公里）
- 下士別站（原W43）：2021年3月13日廢站。士別站 - 多寄站間（58.3公里）
- （臨）智東站：1987年4月1日臨時站化[6]，2006年3月18日廢除[報道 8]。日進站－北星站間（84.9公里）
- 北星站（原W50）：2021年3月13日廢站。原智東站 - 智惠民站間（89.3公里）
- 南美深站（原W53）：2021年3月13日廢站。智北站 - 美深站間（95.6公里）
- 初野站（原W55）：2024年3月16日廢站。美深站 - 恩根内站間（101.9公里）
- 紋穗內站（原W56）：2021年3月13日廢站。初野站 - 恩根內站間（105.0公里）
- 恩根内站（原W57）：2024年3月16日廢站。初野站 - 豊清水信号場間（112.1公里）
- 豐清水站（原W58）：2021年3月13日廢站。恩根內站 - 天鹽川溫泉站間（117.9公里）
- 神路信號場（舊、神路站）：1977年5月25日信號場、臨時乘降場化[18]，1985年3月14日廢除。筬島站－佐久站間（143.1公里）
- 琴平站：1990年9月1日廢除[6][18]。佐久站－天鹽中川站間（158.2公里）
- 下中川站：2001年7月1日廢除[6][18]。天鹽中川站－歌內站間（165.8公里）
- 歌內站（原W65）：2022年3月12日廢站。天鹽中川站 - 問寒別站間（170.3公里）
- 上雄信內站：2001年7月1日廢除[6][18]。糠南站－雄信內站間（181.5公里）
- 雄信內站（原W68）：2025年3月15日廢除。糠南站 - 幌延站間（183.7公里）
- 安牛站（原W69）：2021年3月13日廢站。雄信內站 - 南幌延站間（189.7公里）
- 南幌延站（原W70）：2025年3月15日廢除。糠南站 - 幌延站間（191.6公里）
- 上幌延站（原W71）：2021年3月13日廢站。南幌延站 - 幌延站間（194.6公里）
- 南下沼站：2006年3月18日廢除[報道 8]。幌延站－下沼站間（205.6公里）
- 德滿站（原W75）：2021年3月13日廢站。豐富站 - 原蘆川站站間（220.9公里）
- 蘆川站：2001年7月1日廢除[6][18]。德滿站－兜沼站間（226.6公里）
- 拔海站（原W78）：2025年3月15日廢除。勇知站 - 南稚內站間（245.0公里）

### 過去的接續路線
- 旭川站：旭川市街軌道（日语：旭川市街軌道）（旭川站前停留場）- 1956年6月9日廢除
- 旭川四條站：旭川電氣軌道東川線 - 1973年1月1日廢除
- 士別站：士別軌道（日语：士別軌道） - 1959年10月1日廢除
- 名寄站：
  - 名寄本線 - 1989年5月1日廢除
  - 深名線 - 1995年9月4日廢除
- 美深站：美幸線 - 1985年9月17日廢除
- 音威子府站：天北線 - 1989年5月1日廢除
- 問寒別站：幌延町營軌道 - 1971年7月3日廢除
- 幌延站：羽幌線 - 1987年3月30日廢除
- 南稚內站：天北線
- 稚內棧橋站：稚泊連絡船 - 1945年8月24日廢除

## 列車
- 目前在此路線上行駛的特急列車包括：
  - 宗谷號：使用261系柴油動車組的特急列車，每日僅有一班往返於札幌與稚內之間。
  - 佐呂別號（サロベツ）：使用261系柴油動車組的特急列車，每日兩班往返於旭川與稚內之間，往返札幌的乘客須在旭川換乘丁香號。
- 曾經在此路線上行駛的特急列車包括：
  - 利尻號與花旅利尻號（はなたび利尻）：使用183系柴油動車組款的夜行寢台（臥舖）特急，僅在週末與假日時採臨時列車的方式運行。除此之外在每年夏季的7、8月間則會以季節限定列車的方式每日發車，命名為「花旅利尻」。但已經在2007年10月1日起停止行駛。

### 來源
1. 1 2 3 4 5 6 7 8 9 10 11 12 13 14 15 16 17 18  藤井 郁夫.  (PDF). PDF版 橋の情報と資料. 中日本コンサルタント.   [2017-10-14].
2. 1 2  鳴井 聡; 山口 勝宗; 小西 康人; 峯岸 邦行; 羽矢 洋.  (PDF). 土木学会第60回年次学術講演会（平成17年9月）. 土木学会. 2005-09  [2017-12-24].
3. 1 2  『北の保線』pp.149-152
4. ↑  『停車場変遷大事典 国鉄・JR編 I』
5. 1 2  . 北海道高速鉄道開発.   [2022-10-03]. （原始内容存档于1998-02-06）.
6. 1 2 3 4 5 6 7  『写真で見る北海道の鉄道』 上巻 国鉄・JR線 90-91頁
7. ↑  18の無人駅に「ありがとう」　JR北海道　ダイヤ改正で廃止　各地で別れ （页面存档备份，存于），北海道新聞（Yahoo 日本轉貼），2021年3月13日。
8. ↑  来春のダイヤ見直しについて （页面存档备份，存于），北海道旅客鐵道新聞稿，2020年12月9日。
9. ↑  JR北海道、宗谷本線東風連駅を約1.6km移設「名寄高校駅」に改称へ （页面存档备份，存于），Mynavi News，2021年4月8日。
10. ↑  東風連駅の移設及び駅名の改称について （页面存档备份，存于），北海道旅客鐵道，2021年4月8日。
11. ↑   (PDF) (新闻稿). 北海道旅客鉄道. 2021-12-17  [2021-12-17]. （原始内容 (PDF)存档于2021-12-17）.
12. ↑   (PDF).
13. ↑  . NHK 北海道 NEWS WEB. 2025-04-08  [2025-04-08].
14. ↑   (PDF). JR北海道. 2025-04-08  [2025-04-08].
15. ↑  . NHK 北海道 NEWS. 2025-04-26  [2025-04-26].
16. 1 2 3 4 5 6  『写真で見る北海道の鉄道』 上巻 国鉄・JR線 315頁

### 報道發表資料
1. 1 2 3 4 5   (PDF) (新闻稿). 北海道開発局.   [2017-10-10]. （原始内容 (PDF)存档于2017-10-10） （日语）.
2. ↑   (PDF) (新闻稿). 北海道旅客鉄道. 2016-07-29  [2016-07-29]. （原始内容 (PDF)存档于2016年7月29日） （日语）.
3. ↑   (PDF). 線区データ（当社単独では維持することが困難な線区） (新闻稿). 北海道旅客鉄道. 2017-12-08  [2017-12-10]. （原始内容 (PDF)存档于2017-12-30） （日语）.
4. ↑   (PDF) (新闻稿). 北海道旅客鉄道. 2016-11-18  [2016-11-18]. （原始内容存档 (PDF)于2016-11-18） （日语）.
5. 1 2   (PDF) (新闻稿). 北海道旅客鉄道. 2013-12-20  [2013-12-25]. （原始内容存档 (PDF)于2013-12-24） （日语）.
6. ↑   (新闻稿). 北海道旅客鉄道. 2000-02-28  [2000-05-11]. （原始内容存档于2000-05-11） （日语）.
7. ↑   (PDF) (新闻稿). 北海道旅客鉄道. 2016-11-18  [2016-11-18]. （原始内容存档 (PDF)于2016-11-18） （日语）.[]
8. 1 2   (PDF) (新闻稿). 北海道旅客鉄道. 2005-12-22  [2005-12-30]. （原始内容存档 (PDF)于2005-12-30） （日语）.

### 新聞記事
1. ↑  . 北海道新聞 (北海道新聞社). フォト北海道（道新写真データベース）. 2000-03-09  [2016-09-04]. （原始内容存档于2016-09-04） （日语）.
2. ↑  . 北海道新聞 (北海道新聞社). 2000-03-10 （日语）.

## 延伸閱讀

### 書籍
- 宮脇俊三（編集委員）・原田勝正（編集委員）. . 国鉄全線各駅停車. 小学館. 1983-07. ISBN 978-4-09-395101-2. ISBN 4-09-395101-2. |issue=被忽略 (帮助)
- 宮脇俊三（編） (编). . JR・私鉄全線各駅停車. 原田勝正（編）. 小学館. 1993-06: 179–180. ISBN 978-4-09-395401-3. ISBN 4-09-395401-1. |issue=被忽略 (帮助)
- 石野哲（編集長）.  Ⅰ. JTBパブリッシング. 1998-09-19. ISBN 978-4-533-02980-6. ISBN 4-533-02980-9.
- 石野哲（編集長）.  Ⅱ. JTBパブリッシング. 1998-09-19. ISBN 978-4-533-02980-6. ISBN 4-533-02980-9.
- 田中和夫（監修）. . 上巻 国鉄・JR線. 北海道新聞社（編集）. 2002-07-15: 84–93頁・262–267頁・311–319頁. ISBN 978-4-89453-220-5. ISBN 4-89453-220-4.
- 今尾惠介（監修）. . 新潮「旅」ムック 1号・北海道. 新潮社. 2008-05-17: 46. ISBN 978-4-10-790019-7. ISBN 4-10-790019-3.
- 本久公洋（著）. . 北海道新聞社. 2008-08: 218. ISBN 978-4-89453-464-3. ISBN 4-89453-464-9.
- 今尾惠介・原武史（監修）. 日本鉄道旅行地図帳編集部（編集） , 编. . 新潮「旅」ムック 1号・北海道. 新潮社. 2010-05-18: 51. ISBN 978-4-10-790035-7. ISBN 4-10-790035-5.
- 西崎さいき（監修） (编). . 全国停留場を歩く会（編著）. 文芸社. 2011-06: 148–149. ISBN 978-4-286-10447-8. ISBN 4-286-10447-8.
- 太田幸夫. . 交通新聞社. 2011-08-15. ISBN 978-4-330-23211-9.

### 雜誌
- 鉄道ピクトリアル (電気車研究会). 1973-12, 23 (第12号（通巻287号）): 87. ISSN 0040-4047. 缺少或|title=为空 (帮助)
- 下巻. 日本国有鉄道北海道総局（編集・発行）. 1981-03: 67-68.
- 曽根悟（監修）. 朝日新聞出版分冊百科編集部（編集） , 编. . 週刊朝日百科. 20号・宗谷本線／留萌本線. 朝日新聞出版. 2009-11-02: 5–17.
- 伊藤久巳. . 鉄道ファン (交友社). 2018-02-01, 58 (第2号（通巻682号）): 80–83.
- 福山 幹基. . 雪氷 (日本雪氷学会). 1961,. Vol. 23 (No.2): 30–31  [2018-04-02]. （原始内容存档于2017-10-15）.